# Gierałtowice

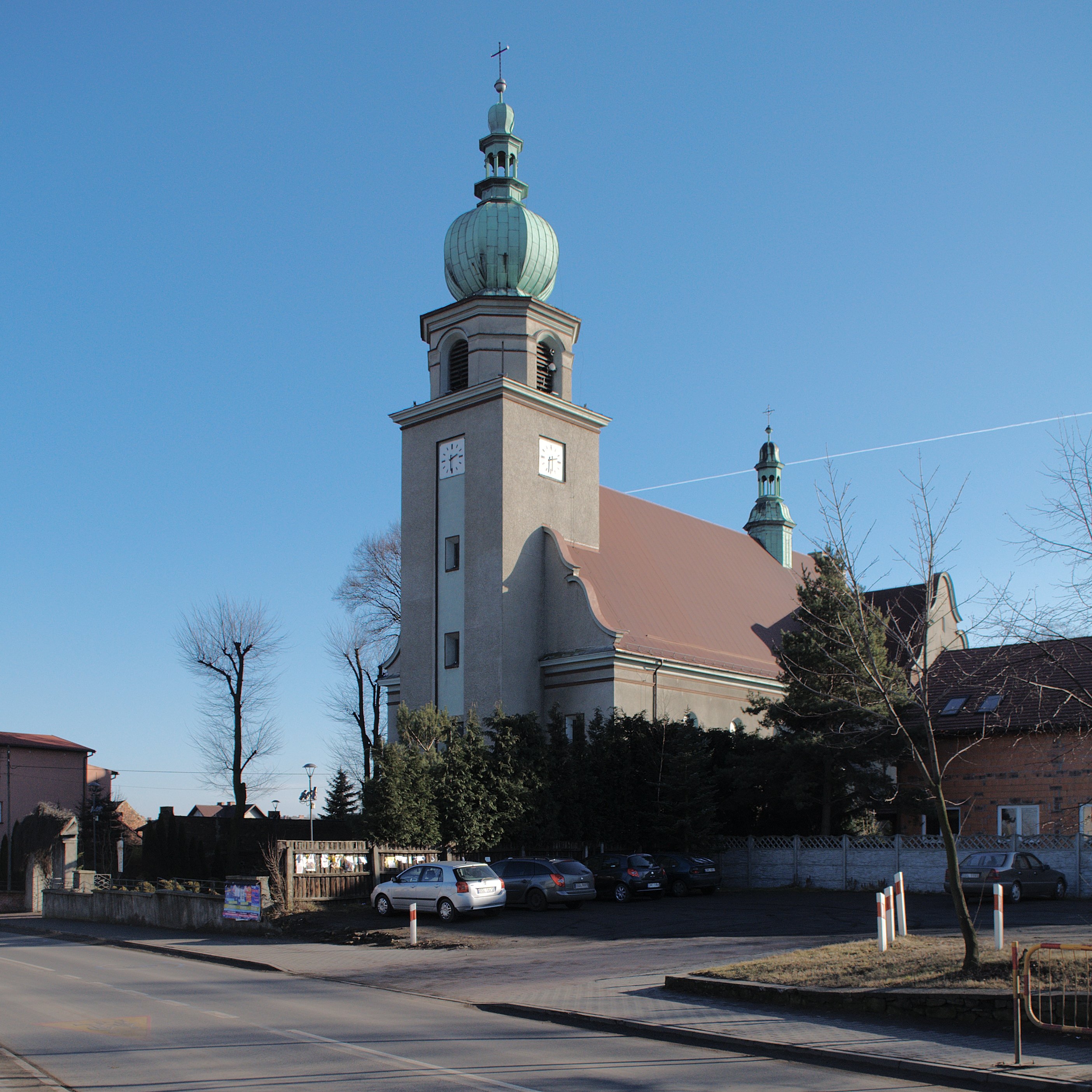
Pfarrkirche

Gierałtowice [giɛrawtɔ'vʲitsɛ] (deutsch Gieraltowitz, hist. Geraltowicz u. Geraltowitz) ist eine oberschlesische Ortschaft in der Woiwodschaft Schlesien in Polen. Es ist Sitz der gleichnamigen Landgemeinde mit 12.252 Einwohnern (Stand 31. Dezember 2020).

## Geografische Lage
Gierałtowice befindet sich etwa 8 km südöstlich von Gliwice (Gleiwitz) und grenzt direkt an die westliche Nachbarstadt Knurów. Die Gemeinde liegt am Rand des Oberschlesischen Industriegebiets im Coseler Kessel zwischen der Klodnitz und der Birawka.

## Geschichte
Das Dorf Gieraltowitz entstand gegen Ende des 13. Jahrhunderts in einem weitreichenden Waldgebiet. Dabei war Gieraltowitz wahrscheinlich eine Gründung der Ostkolonisation, worauf auch seine erstmalige urkundliche Erwähnung am 22. Juni 1290 bzw. die Ortsbezeichnung hinweist. Denn das Dorf nahm ursprünglich den Namen eines deutschen Kolonisten namens Gerhard an. Gleichzeitig informierte dieses und ein späteres Dokument von 1294 über einen gewissen Vitoslaw, den damaligen Ortsvorsteher. Mit zunehmender polnischer Besiedlung der Ortschaft veränderte sich auch der Bestandteil des Ortsnamens Gerhard zu Gieralto.
Gegen Anfang des 14. Jahrhunderts wurde Gieraltowitz Rittergut und das kleine Dorf wechselte mehrfach den Besitzer. Zuerst waren es die Brüder Johann, Peter und Markus, die sich Gieraltowski von Gieraltowitz nannten, gefolgt von Paul Twardawa. Von ihm erwarb Matthias von Dobschütz 1532 das Gut und verkaufte es am 22. Dezember 1544 für 1600 Gulden an Jan Przedbor. 1665 war Johann Skal Käufer des Gutes, von dem es 1679 an Georg Freiherr von Welcz überging. Bald darauf ging Gieraltowitz an Franz von Holy und Ponientschütz († 1709) und spätestens 1697 an Kaspar von Schick über. Im Jahre 1700 übertrug seine Ehefrau der Kirche ein Stück Land, auf dem 1928 die neue Ortskirche erbaut wurde. Im 18. Jahrhundert waren noch Carl Wenzel von Tluck und Toschonowitz (* ca. 1702; † 1765), darauf dessen Sohn Anton von Tluck und Toschonowitz (* 1736; † 1775 in Gieraltowitz) sowie anschließend dessen Schwiegersohn Rudolf von Zawadsky (Polanka) (* 1754; † 1823 in Gieraltowitz) Gutsherren. Die Familie derer von Poraj Madejski, denen Gieraltowitz seit 1839 gehörte, ließ im Dorf ein Herrenhaus errichten. 1853 wurde Karl von Raczek neuer Besitzer, dessen Familie 1898 bis 1904 im heutigen Ortsteil Preiswitz (Przyszowice) ein neobarockes Schloss errichten ließ. Von 1895 bis 1898 entstand in Gieraltowitz ein kleines Kloster als Gründung Franz von Raczeks, dessen Familie noch bis 1929 in Besitz des Gutes Gieraltowitz war.
1534 wurde eine Schrotholzkirche als Stiftung des Stanislaus Dombrowki erbaut. Nach dem Bau der neuen Pfarrkirche 1928 wurde sie nicht mehr genutzt, verfiel und wurde 1976 in den Rybnik Stadtteil Wielopole transloziert.
Nach dem Ersten Weltkrieg wurde der Gutsbezirk Gieraltowitz (1910: 129 Einwohner) aufgelöst und in das Dorf aufgenommen, das 1910 1.344 Einwohner zählte.
Bei der Volksabstimmung in Oberschlesien am 20. März 1921 wurden in Gieraltowitz 108 Stimmen für einen Verbleib bei Deutschland und 769 für die Zugehörigkeit zu Polen abgegeben. Der Stimmkreis Tost-Gleiwitz, dem Gieraltowitz angehörte, blieb Teil der Weimarer Republik, Gieraltowitz wurde dagegen, wie auch Preiswitz, an den neu erstandenen polnischen Staat angegliedert und lag direkt an der neuen Grenze.
Beim Überfall auf Polen 1939 wurde der Ort von der deutschen Wehrmacht besetzt. Nach dem Einmarsch der Roten Armee 1945 wurde das Dorf wieder polnisch.
1977 wurde die Gemeinde Gierałtowice gebildet und die nahe gelegenen Dörfer Bujaków, Chudów, Ornontowice, Paniówki und Przyszowice eingemeindet. Es folgte 1991 nach einer Bürgerinitiative die Ausgemeindung von Ornontowice, das fortan eine selbstständige Landgemeinde bildete, während Bujaków 1995 Ortsteil von Mikołów wurde.

## Sehenswürdigkeiten
- Die Gieraltowitzer Pfarrkirche wurde in ihrer heutigen Form 1928 neben der historischen Schrotholzkirche errichtet. Es überwiegen moderne Elemente, während vor allem der Zwiebelhelm und der Dachreiter dem Neobarock zuzuordnen sind.
- Das klassizistische Herrenhaus der Familie von Poraj Madejski wurde 1845 ausgeführt und nach 1945 umgebaut.

## Gemeinde
Zur Landgemeinde (gmina wiejska) Gierałtowice gehören das Dorf selbst und 3 weitere Dörfer mit Schulzenämtern (sołectwa). Gierałtowice unterhält eine Partnerschaft mit der ehemaligen Gemeinde Lahstedt (heute Teil von Ilsede) in Niedersachsen.

## Sport
Der Ludowy Klub Sportowy 35 Gierałtowice wurde 1935 gegründet. Er hat einen eigenen Sportplatz mit Flutlicht und Plätzen für 500 Zuschauer.